# Morphocoiffure
La morphocoiffure est l'adaptation d'une coupe de cheveux à la forme d'un visage. Il se base principalement sur l'analyse de la morphologie faciale.

## Historique
- Technique de Morphocoiffure

C'est 1996, au Salon Mondial de la Coiffure, que l'on entend parler pour la première fois de la Morphocoiffure, présentée comme un "concept d'assistance des coiffeurs dans le choix de la coupe en fonction de la morphologie du visage du client".
Depuis, ce service est largement proposé par les coiffeurs.
Aucune règle particulière ne définit les techniques de la morphocoiffure ; chaque coiffeur laisse libre cours à son expression artistique en la matière.
- Marque déposée

La marque semi figurative est déposée le 26 mars 1997 par Marc Dugast.
Par arrêt du 29/04/2011, à la demande de Hair Design Group et Marco Da Cruz, La deuxième Chambre de la Cour d'appel de Paris a prononcé l'annulation de la marque Morphocoiffure, considérant qu'aucune exclusivité ne pouvait être revendiquée sur un terme utilisé de façon usuelle.

## Étymologie
Morphocoiffure est un néologisme du XXIe siècle constitué par la réunion de morpho et de coiffure.